# Palacio Federal Legislativo

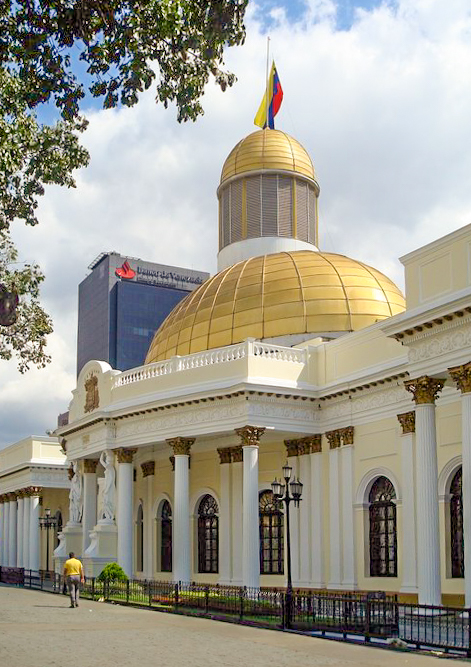
Palacio Federal Legislativo

Der Palacio Federal Legislativo (auch bekannt als Capitolio de Caracas) ist ein historisches Gebäude in Caracas, Venezuela, und Sitz der Nationalversammlung. 

## Lage
Das Capitolio befindet sich im Zentrum der Stadt Caracas mit eigener Haltestelle an der U-Bahn-Linie (Metro) M 1.

## Geschichte

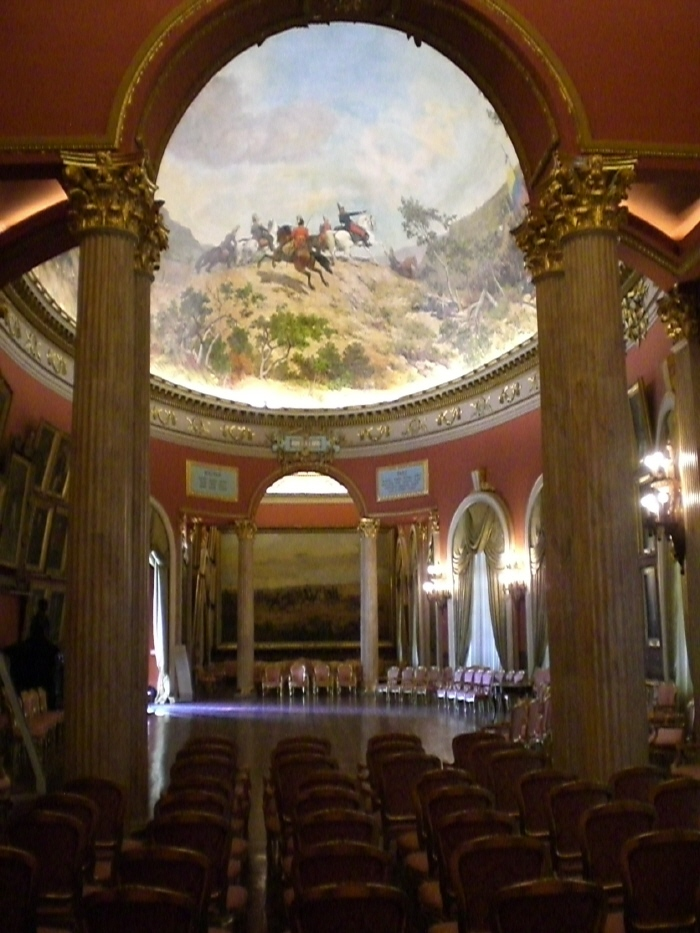
Salón Elíptico mit Kuppelgemälde Schlacht von Carabobo

Der im Jahre 1872 vom Präsident Antonio Guzmán Blanco in Auftrag gegebene Prunkbau wurde nach dem Entwurf des Architekten Luciano Urdaneta Vargas im neoklassizistischen Stil errichtet. Am 21. September 1872 erfolgte die Grundsteinlegung. Am 19. Februar 1873 wurde ein Teil des dreigliedrigen Bauwerkes eröffnet. Am 27. Februar 1873 fand die erste Versammlung im Repräsentantenhaus statt. Die komplette Fertigstellung mit dem durch eine beeindruckenden goldenen Kuppel gekrönten Salón Elíptico erfolgte jedoch erst im Jahre 1877. Die Kuppel der Salondecke zeigt ein Gemälde von Martín Tovar y Tovar, das anschaulich die entscheidende Schlacht von Carabobo im venezolanischen Unabhängigkeitskrieg gegen die spanische Kolonialherrschaft darstellt.
Die Fassade ist symmetrisch aufgebaut. Es hat einen Portikus in der Mitte und drei säulenartigen Portale, die in der Mitte durch zwei Karyatiden, die Recht und Freiheit symbolisieren, präsentiert werden. Das Gebäude beherbergt eine Reihe von bemerkenswerten Gemälden von venezolanischen Künstlern des neunzehnten und frühen zwanzigsten Jahrhunderts, darunter Martín Tovar y Tovar, Antonio Herrera Toro, Tito Salas, Pedro Centeno Vallenilla und Emilio Jacinto Mauri. Insgesamt werden in der historischen Kunstsammlung im Salón de los Escudos 101 Werke gezeigt.
Der architektonische Komplex wurde am 22. August 1997 als Monumento Histórico Nacional deklariert.